# Adolphus Frederick, 1. Duke of Cambridge

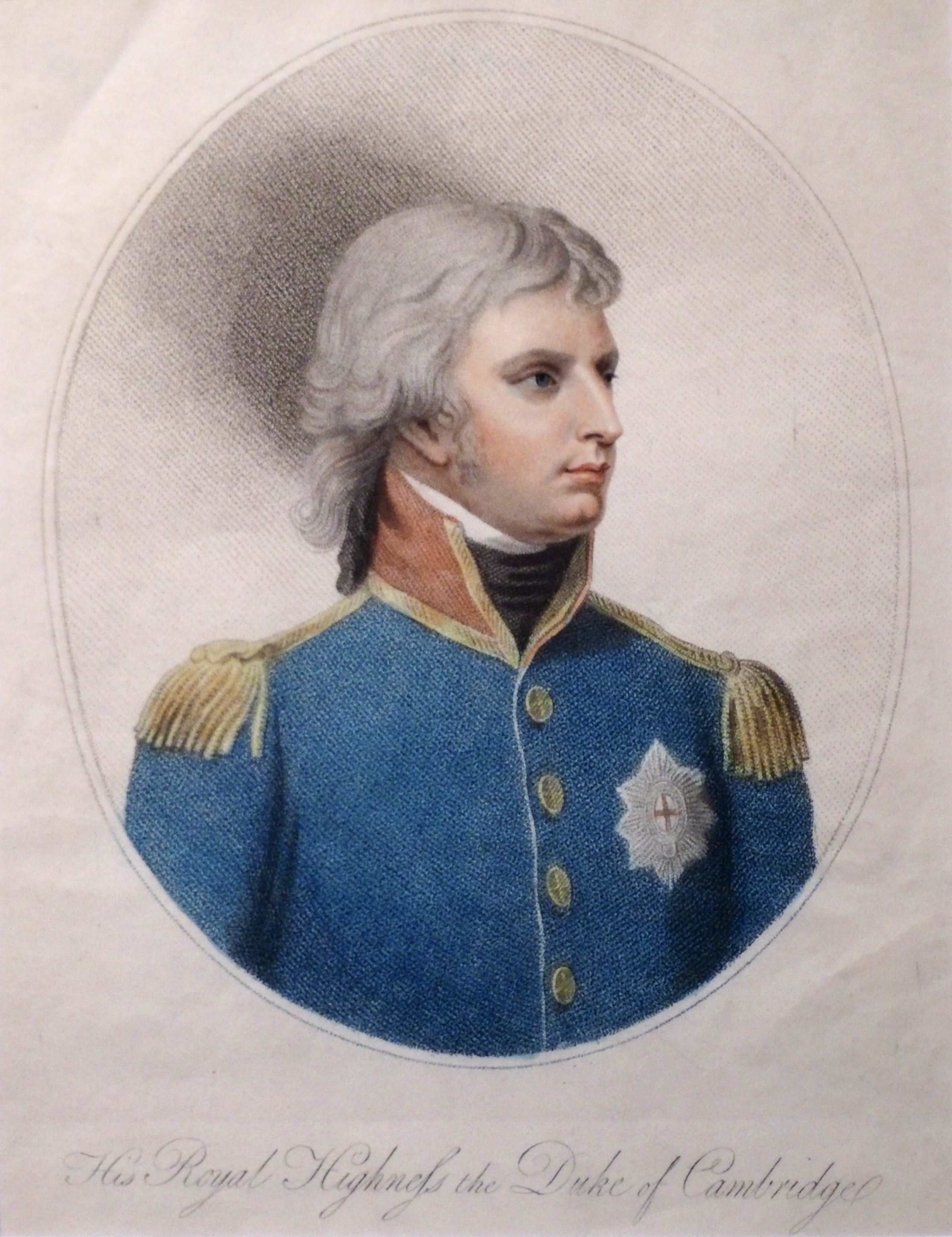
Adolph Friedrich, 1. Duke of Cambridge, als Chef der King’s German Legion, 1806

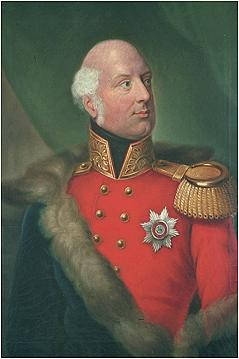
Adolph Friedrich, 1. Duke of Cambridge

HRH Prince Adolphus Frederick, 1. Duke of Cambridge (deutsch Adolph Friedrich, Herzog von Cambridge, * 24. Februar 1774 in London; † 8. Juli 1850 ebenda) war als Sohn des Königs Georg III. ein Prinz von Großbritannien und Irland sowie Hannover und ein britischer Feldmarschall.

## Leben

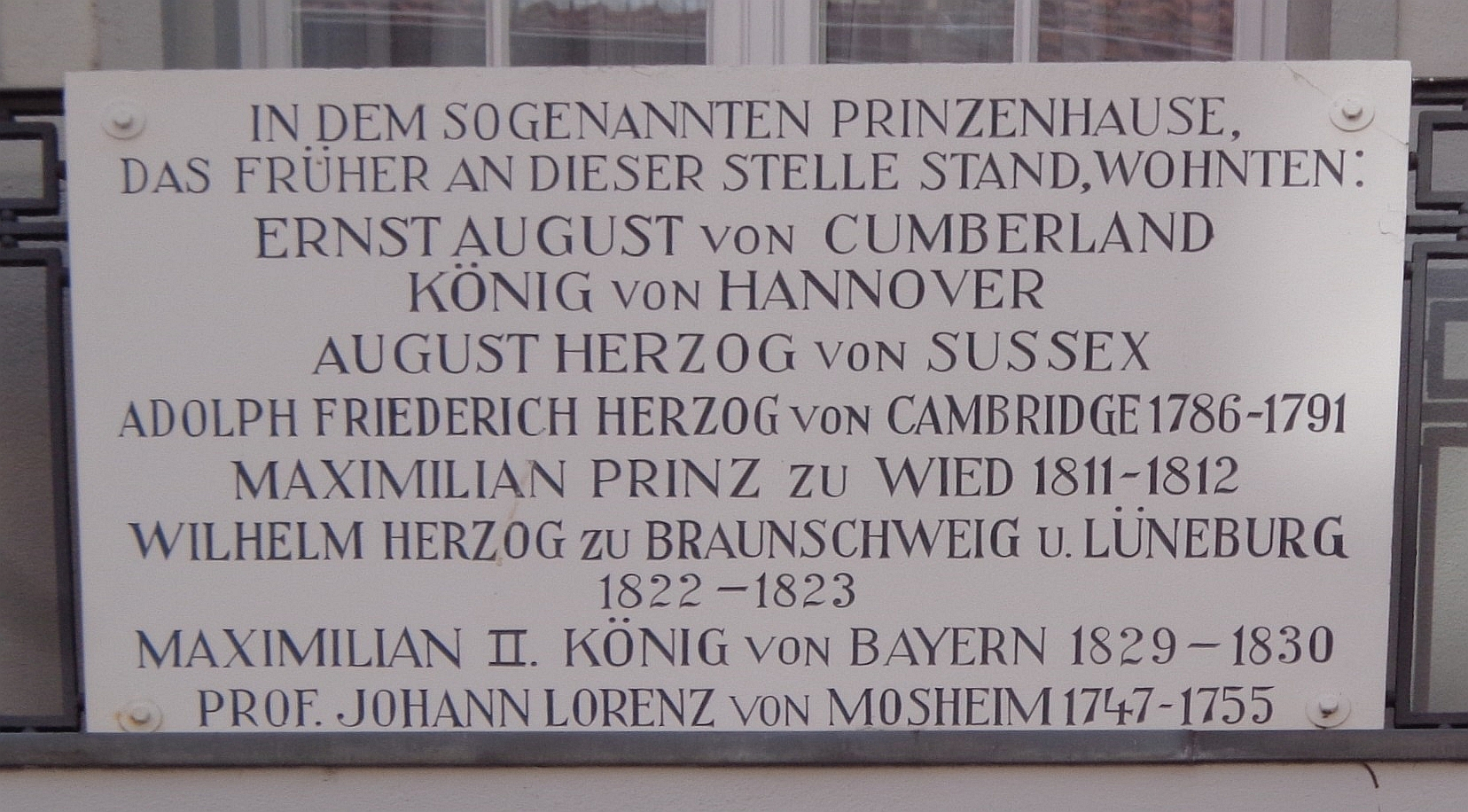
Göttingen, Erinnerungstafel für das frühere Prinzenhaus und seine bekannten Gäste

Wappen von Prinz Adolph Friedrich

Adolph wurde in Kew (London) als siebter Sohn des Königs Georg III. und dessen Frau Sophie Charlotte von Mecklenburg-Strelitz geboren. Er wurde nach dem Bruder der Königin auf den Namen Adolph Friedrich getauft. Er trat mit 16 Jahren in die britische Armee ein. Er studierte an der Universität Göttingen.
Im Ersten Koalitionskrieg wurde er 1793 bei Hondschoote in Französisch-Flandern gefangen genommen, jedoch bald ausgetauscht. 1798 beförderte man ihn zum Generalleutnant. 1800 wohnte er im Rahmen der Moorkolonisation der Gründung eines Dorfes bei, das er dann nach sich selbst benannte: Adolphsdorf, seit 1974 ein Ortsteil Grasbergs. 1801 ging er nach Berlin, um die dort beschlossene Besetzung Kurhannovers zu verhindern, was ihm jedoch nicht gelang. Es gab danach einen weiteren erfolglosen Plan, ihn an die Spitze der bewaffneten Bevölkerung von Hannover zu stellen. Er konnte der Kapitulation nur entgehen, indem er die Befehlsgewalt dem General Wallmoden überließ. Er wurde 1803 zum Oberbefehlshaber der neu gegründeten und in England stationierten King’s German Legion ernannt, die ab 1816 teilweise in der Hannoverschen Armee aufging.
Am 27. November 1801 hatte ihm sein Vater in der Peerage of the United Kingdom die erblichen Adelstitel Duke of Cambridge, Earl of Tipperary und Baron Culloden verliehen.
Nach der erneuten Inbesitznahme und Erhebung zum Königreich Hannover im Jahr 1814 wurde Adolph am 24. Oktober 1816 dorthin entsandt, um als Generalstatthalter zu fungieren. Im Jahr 1819 wurde unter ihm die alte ständische Verfassung neu geregelt und ein Zweikammerparlament eingeführt. 1820 starb Georg III. und der bisherige Prinzregent, Adolphs ältester Bruder, bestieg als Georg IV. den britischen und hannoverschen Königsthron. Dieser verstarb 1830 nach zehnjähriger Herrschaft kinderlos, sodass sein Bruder Wilhelm IV. König wurde.
Nach den Unruhen in Göttingen im Jahr 1831 wurde Adolph Friedrich durch seinen königlichen Bruder als Vizekönig eingesetzt. In einer Staatsreform von 1833 wurden Parlament und Volk in begrenztem Maße weitergehende Rechte zugestanden. Nach dem Tod seines Bruders Wilhelm IV. (the sailor king) fiel Hannover 1837 an Ernst August, einen weiteren älteren Bruder von Adolph Friedrich, während der britische Thron an beider Nichte Victoria fiel. Da durch die Auflösung der Personalunion mit Großbritannien zum ersten Mal seit 1714 wieder ein hannoverscher Herrscher vor Ort regieren würde, wurde das Amt des Vizekönigs hinfällig. Daraufhin kehrte Adolph nach Großbritannien zurück und betätigte sich hier als Präsident vieler Wohltätigkeitsvereine, die er zum Teil selbst gründete – so unter anderem das deutsche Hospital in London.
Als Vizekönig und jovialer Statthalter der bis 1837 in London residierenden Könige von Hannover war Adolph Friedrich durchaus beliebt, im Gegensatz zu dem auf ihn folgenden, autokratisch regierenden König Ernst August. Die nach Adolphs Dukedom benannten Cambridge-Dragoner, ein Reiterregiment, waren ihrerseits Namensgeber der bis 1995 von der Bundeswehr genutzten Cambridge-Dragoner-Kaserne in Celle. Der Marsch des Hannoverschen Cambridge-Dragoner-Regiments ist Bestandteil der Armeemarschsammlung der Bundeswehr. Die Erinnerung an den mehr als zwei Jahrzehnte in Hannover regierenden Duke of Cambridge, der als trinkfest bekannt war, hat sich auch noch lange Zeit in einem plattdeutschen Trinkspruch gehalten: Pitsche, pitsche, pitsche, der Herzog von Cambridsche. Hei kümmt, hei kümmt, hei kümmt, ob hei noch einen nümmt? Hei nümmt noch einen ... na denn man prost!
In der Nähe von Göttingen verfügte er mit dem Jagdschloss Neuhaus und dem Schloss Rotenkirchen über zwei Landsitze. In London erwarb er 1829 ein Stadtpalais, das er bis zu seinem Tod bewohnte und das nach ihm heute Cambridge House genannt wird.

## Ehrungen
- Knight Companion des Hosenbandordens, 1786
- Mitglied des Kronrates, 1802
- Knight Grand Cross des Bath-Ordens, 1815
- Knight Grand Cross des Guelphen-Ordens, 1815
- Knight Grand Cross des Orden vom Heiligen Michael und Georg, 1825

Ab 1790 war Adolph Friedrich korrespondierendes Mitglied und ab 1802 Ehren-Präsident der Göttinger Akademie der Wissenschaften.
Quäker gründeten 1784 in Ontario das nach Adolph Friedrich benannte Adolphustown (heute zu Napanee). Im Jahre 1800 wohnte er der Gründung der Findorffschen Moorkolonie Adolphsdorf bei, das nach ihm benannt wurde. Das Fuchsloch-Ravelin der Stadtbefestigung Stade wurde 1823 ihm zu Ehren in Adolphs-Ravelin umbenannt. Das 1827 gegründete Gut Adolphshof bei Hämelerwald ist nach Adolph  benannt worden. Er gewährte dem Gründer des Gutes eine finanzielle Unterstützung durch ein Darlehen.
Im Jahre 1839 benannte eine Expedition der Hudson’s Bay Company eine Bucht im heutigen Territorium Nunavut im Norden von Kanada nach dem Duke Cambridge Bay.

## Ahnentafel
| Ahnentafel Adolphus Frederick, 1. Duke of Cambridge | Ahnentafel Adolphus Frederick, 1. Duke of Cambridge                                       | Ahnentafel Adolphus Frederick, 1. Duke of Cambridge                                                            | Ahnentafel Adolphus Frederick, 1. Duke of Cambridge                                                                     | Ahnentafel Adolphus Frederick, 1. Duke of Cambridge                                                                 | Ahnentafel Adolphus Frederick, 1. Duke of Cambridge                                                                     | Ahnentafel Adolphus Frederick, 1. Duke of Cambridge                                                                          | Ahnentafel Adolphus Frederick, 1. Duke of Cambridge                                                                    | Ahnentafel Adolphus Frederick, 1. Duke of Cambridge                                                                    |
| --------------------------------------------------- | ----------------------------------------------------------------------------------------- | --- | --- | --- | --- | --- | --- | --- |
| Urur- groß- eltern                                  | König Georg I. (1660–1727) ⚭ 1682 Sophie Dorothea von Braunschweig-Lüneburg (1666–1726)   | Markgraf Johann Friedrich von Brandenburg-Ansbach (1654–1686) ⚭ 1681 Eleonore von Sachsen-Eisenach (1662–1696) | Herzog Friedrich I. von Sachsen-Gotha-Altenburg (1646–1691) ⚭ 1669 Magdalena Sibylle von Sachsen-Weißenfels (1648–1681) | Fürst Karl Wilhelm von Anhalt-Zerbst (1652–1718) ⚭ 1676 Sophia von Sachsen-Weißenfels (1654–1724)                   | Herzog Adolf Friedrich I. von Mecklenburg (1588–1658) ⚭ 1635 Marie Katharina von Braunschweig-Dannenberg (1616–1665)    | Fürst Christian Wilhelm von Schwarzburg-Sondershausen (1647–1721) ⚭ 1673 Antonie Sibylle von Barby und Mühlingen (1641–1684) | Herzog Ernst von Sachsen-Hildburghausen (1655–1715) ⚭ 1680 Sophia Henriette von Waldeck (1662–1702)                    | Graf Georg Ludwig I. von Erbach-Erbach (1643–1693) ⚭ 1664 Gräfin Amalia Katharina von Waldeck-Eisenberg (1640–1697)    |
| Ur- groß- eltern                                    | König Georg II. (1683–1760) ⚭ 1705 Caroline von Brandenburg-Ansbach (1683–1737)           | König Georg II. (1683–1760) ⚭ 1705 Caroline von Brandenburg-Ansbach (1683–1737)                                | Herzog Friedrich II. von Sachsen-Gotha-Altenburg (1676–1732) ⚭ 1696 Magdalena Augusta von Anhalt-Zerbst (1679–1740)     | Herzog Friedrich II. von Sachsen-Gotha-Altenburg (1676–1732) ⚭ 1696 Magdalena Augusta von Anhalt-Zerbst (1679–1740) | Herzog Adolf Friedrich II. von Mecklenburg-Strelitz (1658–1708) ⚭ 1705 Emilie von Schwarzburg-Sondershausen (1681–1751) | Herzog Adolf Friedrich II. von Mecklenburg-Strelitz (1658–1708) ⚭ 1705 Emilie von Schwarzburg-Sondershausen (1681–1751)      | Herzog Ernst Friedrich I. von Sachsen-Hildburghausen (1681–1724) ⚭ 1704 Sophia Albertine von Erbach-Erbach (1683–1742) | Herzog Ernst Friedrich I. von Sachsen-Hildburghausen (1681–1724) ⚭ 1704 Sophia Albertine von Erbach-Erbach (1683–1742) |
| Groß- eltern                                        | Prinz Friedrich Ludwig (1707–1751) ⚭ 1736 Augusta von Sachsen-Gotha-Altenburg (1719–1772) | Prinz Friedrich Ludwig (1707–1751) ⚭ 1736 Augusta von Sachsen-Gotha-Altenburg (1719–1772)                      | Prinz Friedrich Ludwig (1707–1751) ⚭ 1736 Augusta von Sachsen-Gotha-Altenburg (1719–1772)                               | Prinz Friedrich Ludwig (1707–1751) ⚭ 1736 Augusta von Sachsen-Gotha-Altenburg (1719–1772)                           | Herzog Karl zu Mecklenburg (1708–1752) ⚭ 1735 Elisabeth Albertine von Sachsen-Hildburghausen (1713–1761)                | Herzog Karl zu Mecklenburg (1708–1752) ⚭ 1735 Elisabeth Albertine von Sachsen-Hildburghausen (1713–1761)                     | Herzog Karl zu Mecklenburg (1708–1752) ⚭ 1735 Elisabeth Albertine von Sachsen-Hildburghausen (1713–1761)               | Herzog Karl zu Mecklenburg (1708–1752) ⚭ 1735 Elisabeth Albertine von Sachsen-Hildburghausen (1713–1761)               |
| Eltern                                              | König Georg III. (1738–1820) ⚭ 1761 Sophie Charlotte von Mecklenburg-Strelitz (1744–1818) | König Georg III. (1738–1820) ⚭ 1761 Sophie Charlotte von Mecklenburg-Strelitz (1744–1818)                      | König Georg III. (1738–1820) ⚭ 1761 Sophie Charlotte von Mecklenburg-Strelitz (1744–1818)                               | König Georg III. (1738–1820) ⚭ 1761 Sophie Charlotte von Mecklenburg-Strelitz (1744–1818)                           | König Georg III. (1738–1820) ⚭ 1761 Sophie Charlotte von Mecklenburg-Strelitz (1744–1818)                               | König Georg III. (1738–1820) ⚭ 1761 Sophie Charlotte von Mecklenburg-Strelitz (1744–1818)                                    | König Georg III. (1738–1820) ⚭ 1761 Sophie Charlotte von Mecklenburg-Strelitz (1744–1818)                              | König Georg III. (1738–1820) ⚭ 1761 Sophie Charlotte von Mecklenburg-Strelitz (1744–1818)                              |
| Adolphus Frederick, 1. Duke of Cambridge            |                                                                                           | | | | | | | |

## Nachkommen
Er war verheiratet mit Prinzessin Auguste von Hessen. Aus der Ehe gingen folgende Kinder hervor:
- HRH Prince George William Frederick Charles, 2. Duke of Cambridge (1819–1904)
- HRH Princess Augusta Karoline of Cambridge (1822–1916); ⚭ Erbgroßherzog Friedrich Wilhelm von Mecklenburg-Strelitz (1819–1904)
- HRH Princess Mary Adelaide of Cambridge (1833–1897); ⚭ Herzog Franz von Teck (1837–1900), Eltern von Queen Mary